# Грассманіан
Грассманіаном {\displaystyle Gr(k,V)} в математиці називають множину лінійних підпросторів розмірності k лінійного простору V. Як правило цій множині надається деяка додаткова структура. Зокрема для випадку лінійних просторів над полями дійсних чи комплексних чисел можна ввести природну структуру гладкого многовиду. В цьому випадку також використовується термін многовид Грассмана. Мають широке застосування в лінійній алгебрі, диференціальній і алгебраїчній геометрії, а також в інформатиці, зокрема комп'ютерному баченні. Названі на честь німецького математика Германа Грассмана.

## Визначення
Нехай {\displaystyle V} є лінійним простором розмірності n над полем {\displaystyle \mathbb {K} }.  Грассманіаном {\displaystyle Gr(k,V)} називається множина всіх лінійних підпросторів простору V розмірності k.
Пов'язаним є поняття множини {\displaystyle St(k,V)} елементами якої є всі можливі набори k лінійно незалежних векторів. Кожен такий набір однозначно визначає лінійний підпростір розмірності k, тобто елемент грассманіана. Але навпаки кожному підпростору розмірності k відповідають різні елементи {\displaystyle St(k,V).}
Ввівши деякий базис {\displaystyle e_{1},\ldots ,e_{n}} лінійного простору V, кожен вектор однозначно визначається своїми координатами в цьому базисі. Тоді k лінійно незалежних векторів можна ідентифікувати зі стовпцями деякої матриці розмірності n×k, ранг якої рівний k: {\displaystyle \{A\in M(n,k,K),\,\operatorname {rank} A=k\}.}
У випадку лінійних просторів над полями дійсних чи комплексних чисел {\displaystyle St(k,V)} є гладким многовидом, що називається многовидом Штіфеля.

## Топологія на грассманіані
Нехай тепер V — лінійний простір над полем дійсних чисел. Топологію на грассманіані найпростіше визначити через топологію на {\displaystyle St(k,V)} через його ідентифікацію з підмножиною множини {\displaystyle M(n,k,\mathbb {R} ).} Спершу на {\displaystyle M(n,k,\mathbb {R} )} існує природна топологія породжена якоюсь із норм матриць (наприклад нормою Фробеніуса). 
Множина {\displaystyle \{A\in M(n,k,\mathbb {R} ),\,\operatorname {rank} A=k\}} є відкритою в цій топології адже є прообразом відкритої множини  {\displaystyle \mathbb {R} \setminus \{0\}} щодо неперервного відображення {\displaystyle f(A)=\det(A^{T}A).} На {\displaystyle St(k,V)} вводиться індукована топологія з топології на {\displaystyle M(n,k,\mathbb {R} ).}
Якщо тепер {\displaystyle A\in St(k,V)} — деякий набір k лінійно незалежних векторів то їх лінійна оболонка {\displaystyle L(A)} очевидно є елементом {\displaystyle Gr(k,V).} Тому можна визначити відображення {\displaystyle \phi :St(k,V)\to Gr(k,V)} визначене рівністю {\displaystyle \phi (A)=L(A).} Грассмановою топологією називається максимальна топологія для якої це відображення є неперервним. Тобто підмножина {\displaystyle G\subset Gr(k,V)} є відкритою у цій топології тоді й лише тоді коли {\displaystyle \phi ^{-1}(G)} є відкритою в {\displaystyle St(k,V)}.

### Властивості топології
- Введена таким чином топологія є Гаусдорфовою.
- Грассманіан із цією топологією є компактним простором.
- Нехай Q — лінійний підпростір простору V розмірності n - k. Визначимо множину {\displaystyle G=\{P\in Gr(k,V):P\cap Q=\{0\}\}.} Дана множина G є відкритою.

Нехай {\displaystyle P\in G} і {\displaystyle A\in \phi ^{-1}(P).} Як і раніше ідентифікуємо A з елементом з {\displaystyle M(n,k,\mathbb {R} )} де стовпці матриці є координатами векторів у деякому базисі {\displaystyle e_{1},\ldots ,e_{n}.}  Нехай {\displaystyle A'\in M(n,n-k,\mathbb {R} )} — матриця стовпцями якої є координати деяких базисних векторів підпростору Q відносно {\displaystyle e_{1},\ldots ,e_{n}.} Очевидно що {\displaystyle P\cap Q=\{0\}} тоді й лише тоді коли визначник блокової матриці {\displaystyle {\begin{bmatrix}A&A^{'}\end{bmatrix}}} не дорівнює нулю. Але зважаючи, що визначник є многочленом від елементів матриці, звідси відразу стає зрозуміло, що при малій зміні елементів у перших k стовпцях він знову не буде рівним нулю. І відповідно підпростір породжений цими зміненими стовпцями матиме нульовий перетин з Q. Тобто якщо {\displaystyle A\in \phi ^{-1}(G)} то й деякий окіл A є підмножиною {\displaystyle \phi ^{-1}(G).} Звідси випливає, що множина {\displaystyle \phi ^{-1}(G)} є відкритою і згідно визначення грассманової топології G теж є відкритою.

## Структура гладкого многовиду

### Як фактор-многовид многовиду Штіфеля
Оскільки {\displaystyle St(k,V)} можна визначити як відкриту підмножину {\displaystyle \mathbb {R} ^{nk}} на цій множині природно вводиться структура гладкого многовида.  Для {\displaystyle A\in St(k,V)} маємо {\displaystyle \phi ^{-1}(\phi (A))=\{AB,B\in GL(k,\mathbb {R} )\},} де {\displaystyle GL(k,\mathbb {R} )} — загальна лінійна група. Таким чином {\displaystyle Gr(k,V)\simeq St(k,V)/GL(k,\mathbb {R} )} і оскільки {\displaystyle GL(k,\mathbb {R} )} є групою Лі дія якої на {\displaystyle St(k,V)} є гладкою, вільною і власною (прообраз компактної множини є компактним), то на  {\displaystyle Gr(k,V)} можна ввести структуру фактор-многовиду.

### Явний опис карт
Проте гладку структуру можна ввести і в більш наглядний спосіб. Нехай {\displaystyle P\in Gr(k,V)} і Q лінійний підпростір у V розмірності n - k, такий що {\displaystyle V=P\oplus Q.} Введемо базис {\displaystyle e_{1},\ldots ,e_{n}} лінійного простору V де перші k векторів є базисом простору P, а наступні n - k векторів є базисом простору Q. 
Нехай {\displaystyle G_{P}=\{P^{'}\in Gr(k,V):P^{'}\cap Q=\{0\}\}.} Як вказано вище {\displaystyle G_{P}} є відкритою множиною і очевидно {\displaystyle P\in G_{P}.} Тобто {\displaystyle G_{P}} є околом P.
Якщо {\displaystyle P^{'}\in G_{P}} то {\displaystyle \forall x\in P^{'}\exists !p\in P,q\in Q:x=p+q,} при чому p = 0 тоді й лише тоді, коли x = 0. Тому можна розглянути два лінійні відображення {\displaystyle \operatorname {Pr} _{P}:P^{'}\to P} і {\displaystyle \operatorname {Pr} _{Q}:P^{'}\to Q,} для яких в попередніх позначеннях {\displaystyle \operatorname {Pr} _{P}(x)=p,\,\operatorname {Pr} _{Q}(x)=q.}
Лінійне відображення {\displaystyle \operatorname {Pr} _{P}} діє між двома просторами розмірності k і воно є ін'єктивним ({\displaystyle \operatorname {Pr} _{P}(x)=0\implies x\in Q\implies x=0} з визначення {\displaystyle P^{'}}). Звідси випливає, що воно є лінійним ізоморфізмом і існує обернене відображення. Тому можна визначити лінійне відображення {\displaystyle D\in \displaystyle {\mathcal {L}}(P,Q):=\operatorname {Pr} _{Q}\circ \operatorname {Pr} _{P}^{-1}}. Для введених раніше базисних векторів йому відповідає деяка матриця {\displaystyle D\in M(n-k,k,\mathbb {R} ).} Відображення {\displaystyle I+D} задає ізоморфізм між P і P', зокрема стовпці, блокової матриці {\displaystyle {\begin{bmatrix}I_{k}\\D\end{bmatrix}}} задають координати базисних векторів простору P' щодо векторів {\displaystyle e_{1},\ldots ,e_{n}.} Якщо тепер {\displaystyle D_{1},D_{2}\in M(n-k,k,\mathbb {R} )} — дві різні матриці то підпростори визначені {\displaystyle {\begin{bmatrix}I_{k}\\D_{1}\end{bmatrix}}} і {\displaystyle {\begin{bmatrix}I_{k}\\D_{2}\end{bmatrix}}} очевидно належать {\displaystyle G_{P}} і є різними. Таким чином визначається бієктивне відображення {\displaystyle \psi _{P}} між {\displaystyle G_{P}} і {\displaystyle M(n-k,k,\mathbb {R} ).} Не важко помітити, що воно є гомеоморфним. 
Множина {\displaystyle (G_{P},\psi _{P}),\,P\in Gr(k,V)} є покриттям простору {\displaystyle Gr(k,V)} локальними картами тобто грассманіан є локально евклідовим простором розмірності k·(n-k).
Для перевірки властивостей гладкого многовида потрібно лише перевірити властивості перехідних відображень. 
Нехай {\displaystyle P_{1},P_{2}\in Gr(k,V),\,G_{P_{1}},G_{P_{2}},\psi _{P_{1}},\psi _{P_{2}}} — визначені як і раніше. Також визначимо {\displaystyle Q_{1},Q_{2}:V=P_{1}\oplus Q_{1}=P_{2}\oplus Q_{2}} і базисні вектори {\displaystyle e_{1},\ldots ,e_{n}} лінійного простору V де перші k векторів є базисом простору P1, а наступні n - k векторів є базисом простору Q1 і базисні вектори {\displaystyle f_{1},\ldots ,f_{n}} лінійного простору V де перші k векторів є базисом простору P2, а наступні n - k векторів є базисом простору Q2
Візьмемо тепер {\displaystyle P_{3}\in G_{P_{1}}\cap G_{P_{2}}} тобто {\displaystyle P_{3}\cap Q_{1}=P_{3}\cap Q_{2}=\{0\}.}  Маємо {\displaystyle \psi _{1}(P_{3})=A_{1}\in M(n-k,k,\mathbb {R} ),\,\psi _{2}(P_{3})=A_{2}\in M(n-k,k,\mathbb {R} ).}Відповідно стовпці блокової матриці {\displaystyle A^{'}={\begin{bmatrix}I_{k}\\A_{1}\end{bmatrix}}} задають координати базисних векторів простору {\displaystyle P_{3}} щодо {\displaystyle e_{1},\ldots ,e_{n}.} Якщо {\displaystyle B} — матриця переходу від базиса {\displaystyle f_{1},\ldots ,f_{n}} до базиса {\displaystyle e_{1},\ldots ,e_{n}} простору V, то стовпці матриці {\displaystyle B^{'}=BA^{'}} є координатами тих самих базисних векторів простору {\displaystyle P_{3}} щодо {\displaystyle f_{1},\ldots ,f_{n}.} Перепишемо останню матрицю у блочному виді: {\displaystyle B^{'}={\begin{bmatrix}F\\H\end{bmatrix}}} де {\displaystyle F\in M(k,k,\mathbb {R} ),\,H\in M(n-k,k,\mathbb {R} ).} Стовпці матриці {\displaystyle B^{'}} є лінійно незалежними. Також лінійно незалежними є стовпці матриці F. Справді довільна лінійна комбінація, яка переводить стовпці матриці F в нуль і не всі коефіцієнти якої рівні нулю, переводить вектори визначені стовпцями {\displaystyle B^{'}} в ненульовий елемент {\displaystyle Q_{2}}, що неможливо згідно з означеннями. 
З аналогічних до попередніх міркувань маємо {\displaystyle {\begin{bmatrix}F\\H\end{bmatrix}}={\begin{bmatrix}I_{k}\\A_{2}\end{bmatrix}}X,} — де X, деяка матриця стовпці якої визначають координати лінійно незалежних векторів у підпросторі {\displaystyle P_{2}} у базисі {\displaystyle f_{1},\ldots ,f_{k}.} З поданої рівності очевидно, що {\displaystyle X=F} і, як наслідок {\displaystyle A_{2}=HF^{-1}.}
Тепер можна перевірити тип залежності елементів матриці {\displaystyle A_{2}} від елементів матриці {\displaystyle A_{1}.} З рівності {\displaystyle B^{'}=BA^{'}} випливає, що коефіцієнти матриць {\displaystyle B^{'},F,H} є афінними функціями від елементів матриці {\displaystyle A_{1}.} З формули для оберненої матриці і попереднього випливає, що елементи матриці {\displaystyle F^{-1}} є раціональними функціями від елементів {\displaystyle A_{1}} знаменники яких ніколи в {\displaystyle G_{P_{1}}\cap G_{P_{2}}} не рівні нулю. Ця ж залежність справедлива і для елементів матриці {\displaystyle A_{2}=HF^{-1}.} Відповідно всі елементи матриці {\displaystyle A_{2}} є гладкими функціями від елементів матриці {\displaystyle A_{1},} тобто всі функції переходу {\displaystyle \psi _{P_{1}P_{2}}=\psi _{P_{2}}\circ \psi _{P_{1}}} є гладкими.